# Stanisław Przybyszewski

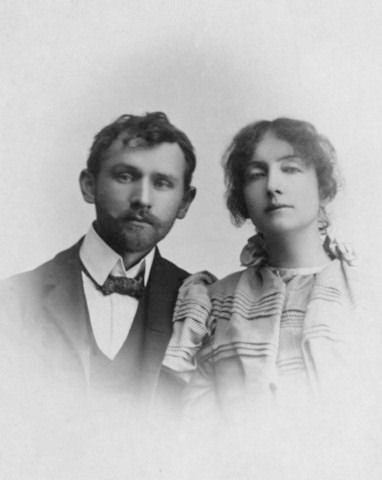
Stanisław i Dagny Przybyszewscy, ok. 1897/1898

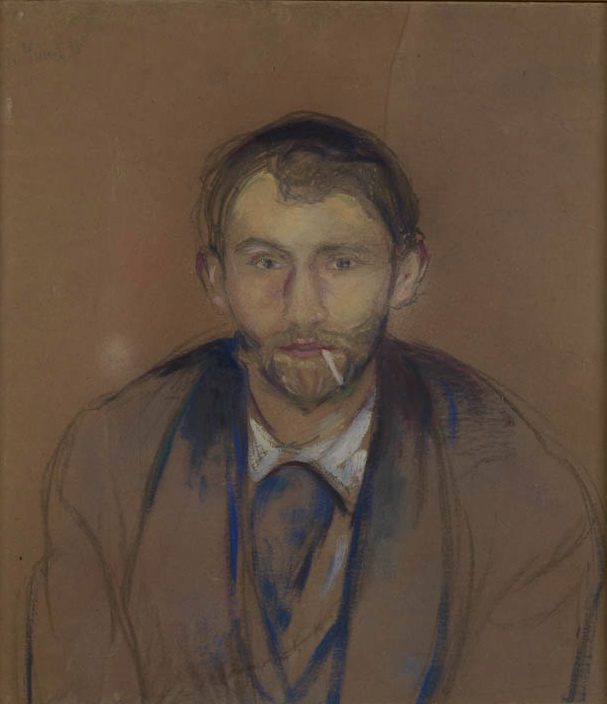
Stanisław Przybyszewski na obrazie Edvarda Muncha

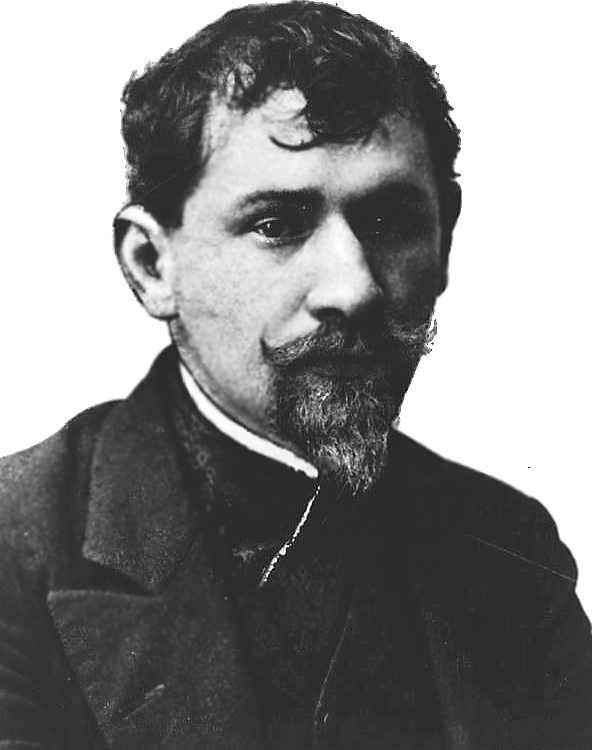
Stanisław Przybyszewski przed 1927

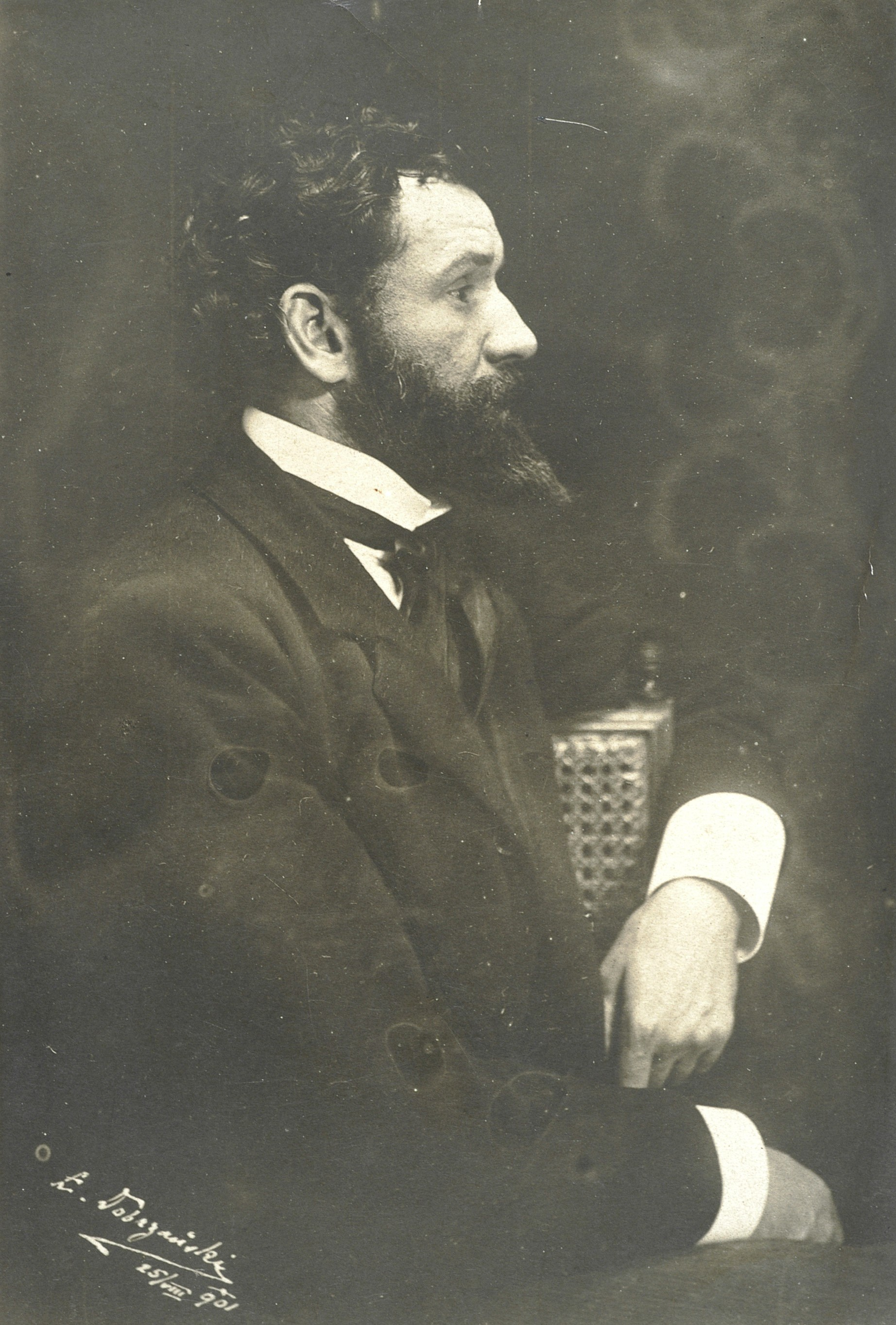
Stanisław Przybyszewski na zdjęciu wykonanym przez Łukasza Dobrzańskiego

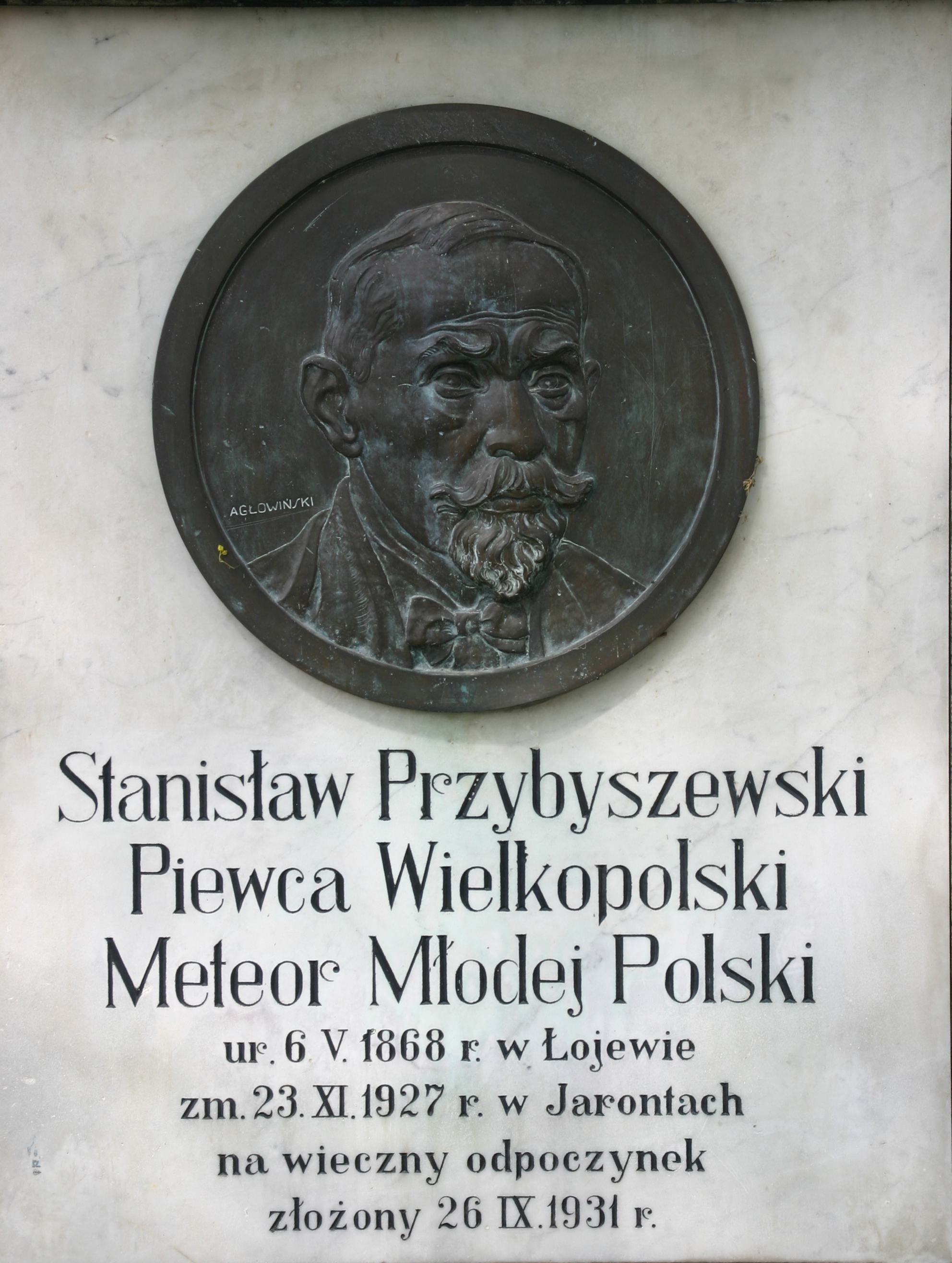
Tablica z nagrobka Stanisława Przybyszewskiego na cmentarzu w Górze

Stanisław Feliks Przybyszewski (ur. 7 maja 1868 w Łojewie, zm. 23 listopada 1927 w Jarontach) – polski pisarz, poeta, dramaturg, nowelista okresu Młodej Polski, skandalista, przedstawiciel cyganerii krakowskiej i nurtu polskiego dekadentyzmu.
Okrzyknięty za życia legendą, stał się bohaterem wielu plotek i anegdot (opisywanych m.in. przez Tadeusza Boya-Żeleńskiego i Stanisława Brzozowskiego). W Berlinie był nazywany „genialnym Polakiem”. Był propagatorem haseł: modernistycznego „sztuka dla sztuki” i androgynicznej „nagiej duszy”, a także autorem manifestu Confiteor. Pisał w językach polskim i niemieckim.

## Życiorys
Urodził się w Łojewie pod Inowrocławiem w rodzinie wiejskiego nauczyciela Józefa Przybyszewskiego i jego drugiej żony Doroty z Grąbczewskich. Mając 13 lat rozpoczął naukę w toruńskim gimnazjum. Świadectwo dojrzałości uzyskał w gimnazjum wągrowieckim w 1889. 
Wyjechał do Berlina, gdzie w 1889 podjął studia architektoniczne, a rok później medyczne. Poznał Tadeusza Micińskiego z którym rozczytywał się w tych samych pracach z zakresu demonologii i satanizmu. Pod wpływem filozofii Nietzschego oraz zdobytych wiadomości z dziedziny neurofizjologii opublikował w języku niemieckim dwa krótkie eseje pt. Zur Psychologie des Individuums (1892). Szybko zyskał akceptację w skandynawsko-niemieckim środowisku cyganerii artystycznej. Nie ukończył żadnego z podjętych kierunków studiów, ponieważ za udział w ruchu robotniczym został aresztowany i następnie wydalony z uczelni w 1893. Do formalnej działalności politycznej nie powrócił. Poza tym „przykładne życie” studenta architektury czy medycyny zupełnie mu nie odpowiadało. Stał się natomiast jednym z tych, którzy kreowali życie berlińskiej bohemy, otoczony gronem artystów i literatów takich jak August Strindberg, Ola Hansson, Carl Ludwig Schleich, Richard Dehmel, Alfred Mombert, Edvard Munch. Ten ostatni pod wrażeniem Mszy żałobnej Przybyszewskiego namalował obraz Krzyk (1903) i wręczył mu go w prezencie .
W Berlinie utrzymywał się z wykonywania dorywczych zajęć. Z pomocą przyszedł mu Stanisław Grabski załatwiając Przybyszewskiemu pracę w redakcji „Gazety Robotniczej” – socjalistycznego dziennika wydawanego dla polskiej emigracji w Berlinie. Był jednym z założycieli artystyczno-literackiego czasopisma „Pan”, najważniejszego pisma modernistycznego w Niemczech. Publikował także na łamach gazety „Die Fackel” (satyryczna gazeta pisarza i wydawcy Karla Krausa), a także we „Freie Bühne” (gazeta literacka wydawnictwa S. Fischer).
W maju 1891 związał się z przyjaciółką z Wągrowca Martą Foerder. Miał z nią troje dzieci: Bolesława (ur. 22 lutego 1892), Mieczysławę (ur. 14 listopada 1892) i Janinę (ur. w lutym 1895), których losem i wychowaniem się nie interesował. 9 czerwca 1896 Marta Foerder, nie mogąc liczyć na miłość i wsparcie Przybyszewskiego, popełniła samobójstwo będąc w ciąży z ich czwartym dzieckiem. Bolesławem zaopiekowała się matka Przybyszewskiego (usynowił go dopiero w 1905), dziewczynki, które nie otrzymały nawet nazwiska ojca, zostały oddane do przytułku. Mieczysława została adoptowana przez bogatą rodzinę. Janina po tułaczce po domach dziecka zmarła z powodu problemów psychicznych w domu opieki dla obłąkanych .
W 1893 Przybyszewski poznał i poślubił Norweżkę Dagny Juel – pianistkę, córkę lekarza z Kongsvinger. Razem stworzyli parę, która skupiała wokół siebie artystów berlińskiej cyganerii. W latach 1893–1897 mieszkali na zmianę w Berlinie i Kongsvinger. Z tego związku miał dwoje dzieci: Zenona i córkę Ivi (ur. 3 października 1897). Dagny porzuciła męża w 1900. Przez rok tułała się po Europie. Dagny Juel Przybyszewska miała romans między innymi z Edvardem Munchem, norweskim malarzem symbolistą. Historia trójkąta Przybyszewski – Juel – Munch była przez malarza wykorzystywana w wielu cyklach m.in. Jealousy 1896, gdzie Munch sportretował Przybyszewskiego, Dagny i siebie. W 1898 Dagny pojawiła się z Munchem na przyjęciu powitalnym wydanym dla Przybyszewskiego w Paryżu przez Franciszka Siedleckiego po powrocie pisarza z Hiszpanii. W 1901 zwaśnieni małżonkowie zeszli się w Warszawie. Dagny zginęła 5 czerwca 1901 w Tyflisie zastrzelona przez Władysława Emeryka.
W czerwcu i lipcu 1898 Przybyszewski dołączył wraz z Tadeuszem Micińskim na osiem tygodni do koła polskiego zorganizowanego przez Wincentego Lutosławskiego w jego posiadłości w Playa de Mera w hiszpańskiej Galicji. Przeznaczył na wyjazd sumę 5000 franków otrzymaną od Ignacego Paderewskiego. Lutosławski zamierzał pozyskać pisarza dla swojej koncepcji nacjonalistycznego mesjanizmu. Mimo konfliktu obyczajowego między hedonistą Przybyszewskim a moralistą Lutosławskim, który znalazł wyraz w ataku Lutosławskiego na twórczość literata (Bańki mydlane, 1899), wizyta obudziła zainteresowanie Przybyszewskiego filozofią genezyjską Juliusza Słowackiego (Na drogach duszy, 1900) i przyczyniła się do jego powrotu z emigracji do Krakowa w tym samym roku.
W Krakowie Przybyszewski objął w 1898 redakcję „Życia”, stając się artystycznym przywódcą Młodej Polski. Zaprzyjaźnił się z Tadeuszem Boyem-Żeleńskim. Żeleński stał się jego nieodłącznym towarzyszem - był zafascynowany pisarzem i był także zakochany w jego żonie, przybyłej do Krakowa niedługo później. Przybyszewski grywał również w brydża z Leonem Wyczółkowskim w mieszkaniu Fałata.
W 1899 nawiązał romans z malarką Anielą Pająkówną, z którą miał jedno dziecko – córkę Stanisławę (1901–1935).
We Lwowie odwiedził w 1899 Jana Kasprowicza, którego żona Jadwiga (1869–1927) zafascynowana twórczością Przybyszewskiego porzuciła męża i córki, by dzielić życie ze Stanisławem. Zamieszkali w Warszawie. W tym czasie pisarz często wyjeżdżał do Rosji, gdzie cieszył się dużą popularnością.
W grudniu 1902 nawiązał współpracę z redagowanym przez Jana Władysława Dawida „Głosem”, który reprezentował wówczas orientację lewicową, bliską Socjaldemokracji Królestwa Polskiego i Litwy. Według Ludwika Krzywickiego postępowa inteligencja przyjęła to niechętnie. Zerwał z pismem zwalczający Przybyszewskiego na jego łamach Andrzej Niemojewski. Przybyszewski wziął w 1903 udział w zainicjowanej w „Głosie” przez Stanisława Brzozowskiego dyskusji krytycznej na temat twórczości Henryka Sienkiewicza.
W 1905, po wybuchu rewolucji i powrocie pisarza z tournée po Rosji, przenieśli się z Jadwigą do Torunia, gdzie Przybyszewski poddał się kuracji odwykowej (był alkoholikiem). Problem alkoholowy nękał go jednak z przerwami do końca życia. Dopiero w Toruniu udało się przeprowadzić rozwód Jadwigi – pobrali się 11 kwietnia 1905 w Inowrocławiu (ślub cywilny w zaborze pruskim mógł odbyć się bez uprzedniego unieważnienia ślubu kościelnego).
W 1906 małżonkowie wyjechali do Monachium. Pieniądze na podróż zdobyli dzięki sprzedaży rękopisu Ślubów. Życie w Niemczech było, w zależności od stanu finansów, mniej lub bardziej udane. W czasie wojny spadło zapotrzebowanie na literaturę – niewiele dzieł Przybyszewskiego drukowano, z czym wiązał się brak dochodów. W tym okresie obudziły się w twórcy uczucia patriotyczne, czego wyrazem była broszura propagandowa wydana po niemiecku i po polsku w 1916.
Po zakończeniu wojny został współpracownikiem poznańskiego czasopisma Zdrój. Po wojnie na krótko zamieszkał w Pradze, następnie w Krakowie i w Poznaniu. W latach 1919–1920 mieszkał w Poznaniu, w gmachu Dyrekcji Poczty, gdzie m.in. tłumaczył pruskie dokumenty pocztowe i sporządzał opracowania urzędowe. W latach 1920–1924 mieszkał w Gdańsku, pracując w biurze tłumaczeń Dyrekcji Kolei Państwowych. Zaangażował się w utworzenie polskiego gimnazjum, którego otwarcie w Gdańsku nastąpiło w maju 1922. Obok szkoły mieszkała jego córka, Stanisława Przybyszewska, pozostając do śmierci pod opieką dyrektora Jana Augustyńskiego oraz jego żony Stefanii.
Próbował osiąść w Toruniu, Zakopanem, Bydgoszczy – wszędzie bez skutku. Wreszcie z Warszawy otrzymał propozycję pracy w kancelarii cywilnej prezydenta RP, Stanisława Wojciechowskiego. W listopadzie 1924 zamieszkał na Zamku Królewskim w małym mieszkaniu z pracownią.
Twórczość Przybyszewskiego nie budziła w owym czasie aprobaty – dorabiał odczytami o literaturze (zwłaszcza na temat twórczości Kasprowicza), z którymi jeździł po Polsce.
Krótko przed śmiercią żona Przybyszewskiego wyegzekwowała na Stanisławie nawrócenie się na katolicyzm. Na rok przed śmiercią pisemnie zadeklarował: „Oświadczam, że w wierze katolickiej, w której się urodziłem, chcę żyć i umierać. Za wszystkie wykroczenia przeciwko zasadom tej wiary serdecznie żałuję i pragnę wszystko naprawić. Jak najgłębiej i jak najszczerzej Kościołowi katolickiemu oddany Stanisław Przybyszewski. Warszawa, 20. X. 1926.”
Z powodu braku pieniędzy w 1927 Przybyszewski powrócił na ojczyste Kujawy, osiadając na zaproszenie Józefa Znanieckiego w dworku w Jarontach pod Inowrocławiem, w pobliżu miejsca swych narodzin. 
Zmarł tamże, pochowany został na przykościelnym cmentarzu w Górze. W 1931 wzniesiono Przybyszewskiemu nagrobek z inskrypcją: „Meteor Młodej Polski”.

## Twórczość
Pisarską działalność Przybyszewski rozpoczął od studiów i utworów w języku niemieckim. W 1892 r. wydał Zur Psychologie des Individuums. I. Chopin und Nietzsche. II. Ola Hansson (O psychologii jednostek), w 1893 Totenmesse (Msza żałobna, tyt. pol. Requiem Aeternam), w 1894 Vigilien (Wigilie), w 1895 De Profundis, w 1896 Im Malstrom (W Malstrom), a w 1897 Satanskinder (Dzieci Szatana). Wywarł duży wpływ na berliński ruch modernistyczny, szczególnie na Dehmela i przebywającego w owym czasie w Niemczech Strindberga.
Po przenosinach do Krakowa w 1898 objął redakcję Życia, stając się programowym przywódcą Młodej Polski. W swych płomiennych odezwach głosił kult sztuki jako jedynego i wyłącznego absolutu (Na drogach duszy, 1902). Ukazał światu wielkość poety Jana Kasprowicza (Z gleby kujawskiej, 1902), przedstawił swe uwielbienie dla muzyki Chopina (Szopen a Naród, 1910). Szkic Szlakiem duszy polskiej z 1917 to apoteoza literatury polskiej, a Moi współcześni z 1930 – własne wspomnienia literackie.
W pisanych sugestywnym językiem utworach Z cyklu Wigilii (1899), Nad morzem (1899), De Profundis (w języku polskim – 1900), Androgyne (1900), Requiem aeternam... (1904), Tyrteusz (1915), zawarł harmonijne powiązanie miłosnej tęsknoty z poetycką metafizyką bytu, czyniąc z nich swego rodzaju prozatorskie erotyki. Powieści Dzieci Szatana (w języku polskim – 1899), Homo Sapiens (w języku niemieckim – 1895-96, w języku polskim – 1901), Synowie ziemi (1904-11), Mocny człowiek (1912-13), Dzieci nędzy (1913-14), Krzyk (1917), Il regno doloroso (1924), choć uznawane za słabsze, prezentują wgląd w zagadnienia psychologiczne. Autor uczynił ich bohaterami przede wszystkim postacie o wątpliwej, wypaczonej moralności.
Przybyszewski tworzył także dramaty. W większości z nich przewija się wątek konfliktu płci, przedstawiony z nieubłaganym fatalizmem, silnie oddziaływujący na odbiorcę nastrojowością sytuacji scenicznych. Najważniejsze z nich to: Dla szczęścia (1900), Złote runo (1901), Goście (1901), które złożyły się w cykl dramatyczny Taniec miłości i śmierci; pozostałe dramaty to: Matka (1902), Śnieg (1903), Śluby (1905), Odwieczna baśń (1905), Gody życia (1910), Topiel (1912), Miasto (1914), Mściciel (1927).
Obok samej twórczości rozgłos przynosiła mu także atmosfera, jaką wokół siebie wytwarzał. Na ziemiach polskich (przede wszystkim przed swoim pierwszym przyjazdem do Krakowa) był uważany za legendarną postać europejskiej bohemy. Jednak kolejne lata przyniosły spadek popularności, pomimo m.in. starań o zainicjowanie polskiego ekspresjonizmu (artykuł Ekspresjonizm, Słowacki i Genezis z Ducha w serii Biblioteka Zdroju, 1918). W 1917 roku nakładem autora ukazała się wspomnieniowa książka Poznań ostoją myśli polskiej.
Przybyszewskiego uważa się za prekursora współczesnego (dwudziestowiecznego) satanizmu intelektualnego. Przez Strindberga nazywany był „genialnym Polakiem” („der geniale Pole”), który „wpłynął na niemiecką literaturę ostatniego dziesięciolecia XIX wieku jak mało kto” . Reprezentował młodopolski nurt modernistycznego, proeuropejskiego nacjonalizmu, a także orientację germanofilską aż do przystąpienia Stanów Zjednoczonych do wojny w 1917. Dowodził, że „polska myśl jest daleko bardziej spokrewniona z duchem germańskim, że między słowiańskim i germańskim panowaniem w duchu nie ma żadnego przeciwieństwa nie dającego się usunąć, przeciwnie, że istnieje daleko ściślejszy związek niż z jakimkolwiek innym narodem”.

## Ordery i odznaczenia
- Krzyż Komandorski Orderu Odrodzenia Polski (30 kwietnia 1927)[43][44]
- Krzyż Oficerski Orderu Odrodzenia Polski (30 kwietnia 1925)[45]

## Dzieła
Opowiadania:
- Msza żałobna – Wydawnictwo Fontane, Berlin 1893
- Wigilia – Wydawnictwo Fontane, Berlin 1901
- De profundis – Wydawnictwo H. Storm, Berlin 1900
- Epipsychidion – Wydawnictwo Fontane, Berlin 1900
- Androgyne – Wydawnictwo Fontane, Berlin 1906
- Krzyk – Wydawnictwo Müller, München 1918

Powieści:
- W drodze – Wydawnictwo Fontane, Berlin 1895
- W Malstrom – Wydawnictwo H. Storm, Berlin 1895
- Ueber Bord – Wydawnictwo H. Stom, Berlin 1896
- Dzieci szatana – Wydawnictwo Müller, München 1919
- Synowie ziemi – powieść w trzech częściach, Wydawnictwo Fontane, Berlin 1905

Sztuki teatralne:
- Taniec miłości i śmierci[I. Złote runo, II. Goście]. Księgarnia Polska B. Połonieckiego, Lwów 1901
- Totentanz der Liebe. Vier Dramen [Taniec miłości: Dla szczęścia, Złote runo, Goście, Matka] – Wydawnictwo Fontane, Berlin 1902
- Śnieg – Wydawnictwo Marchlewski, München 1903
- Śluby – Wydawnictwo B. Hozakowski, Toruń 1906

Eseje:
- O psychologii jednostek – Wydawnictwo Fontane, Berlin 1892 (I Chopin i Nietzsche, II Ola Hansson)
- Synagoga szatana. Przyczynek do psychologii czarownicy, Warszawa 1902
  - Wznowienia przekładu niemieckiego: Die Synagoge Satans. Entstehung und Kult des Hexensabbats, des Satanismus und der Schwarzen Messe, Berlin 1979; Die Gnosis des Bösen. Entstehung und Kult des Hexensabbats, des Satanismus und der Schwarzen Messe, Berlin 1984
- Szopen a naród, Kraków 1910
- Polska i święta wojna, Stanisławów 1916
  - Przekład niemiecki: Polen und der heilige Krieg, Monachium 1916
- Szlakiem duszy polskiej, Poznań 1917
  - Przekład niemiecki: Von Polens Seele. Ein Versuch, Jena 1917

## Adaptacje dzieł
Filmy
- Topiel (1917), reż. Władysław Lenczewski[46]
- Dla szczęścia (1919, nieukończony), reż. Aleksander Hertz[47]
- Mocny człowiek (1929), reż. Henryk Szaro[48]

Stanisław Przybyszewski jako postać w filmach
- Dagny (1977), reż. Haakon Sandøy i Gerard Zalewski. W filmie tym wykorzystano fragmenty książki prof. Stanisława Helsztyńskiego pt. Przybyszewski. W rolę Stanisława Przybyszewskiego wcielił się Daniel Olbrychski
- Z biegiem lat, z biegiem dni… (1980, serial, odc. 3), reż. Andrzej Wajda. W roli Stanisława Przybyszewskiego wystąpił Jerzy Święch[49]

Spektakle telewizyjne
- Śnieg (1970), reż. Ignacy Gogolewski[50]
- Gody życia (1970), reż. Maciej Prus[51]
- Dla szczęścia (1977), reż. Ignacy Gogolewski[52]
- Śnieg (1979), reż. Tadeusz Pałka[53]
- Złote runo (1985), reż. Ignacy Gogolewski[54]